# Командування навчання та доктрин армії США
Командування доктрин та підготовки армії США, також TRADOC (англ. United States Army Training and Doctrine Command (TRADOC)) створене у 1973 р. і є одним із командувань СВ США нарівні з Forces Command (FORSCOM), Army Materiel Command (AMC) та Army Futures Command (AFC).  Одним із завдань TRADOC є організація розробки  концепцїй застосування (operating concept) і подальше удосконалення доктрин СВ США.
TRADOC підпорядковані 37 шкіл і центрів.